# Giáo Phụ

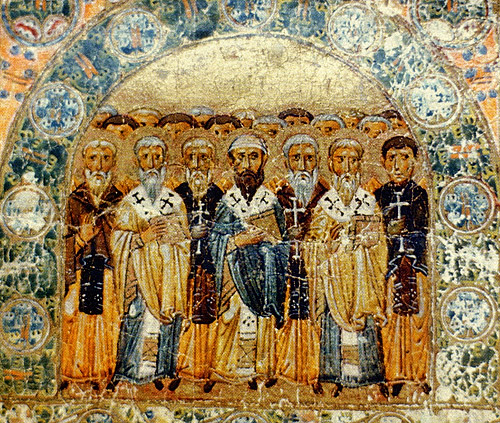
Các Giáo Phụ, tiểu họa thế kỷ XI từ Kiev.

Các Giáo Phụ hay Giáo Phụ tiên khởi là những tác gia và nhà thần học Kitô giáo thời sơ khởi có ảnh hưởng sâu rộng, đã thiết lập nền tảng trí thức và giáo lý của Kitô giáo. Thuật từ này dành cho các tác gia và giảng sư của Giáo hội mà không nhất thiết phải có chức thánh (nghĩa là một trong 3 chức: phó tế, linh mục hoặc giám mục), cũng không nhất thiết là các vị Thánh – như Origênê và Tertullianô dù được xếp vào hàng ngũ các Giáo Phụ nhưng không được nhìn nhận là Thánh vì các quan điểm sau này của hai ông bị coi là lạc giáo. Tuy vậy, hầu hết các Giáo Phụ được tôn kính là thánh trong các giáo hội Công giáo Rôma, Chính thống giáo Đông phương, Anh giáo, Lutheran, v.v.
Trong khi các giáo hội Tây phương coi thời kỳ Giáo Phụ kết thúc sớm – thường vào thời Công đồng Chalcedon (năm 451) hoặc vào thời Công đồng Nicaea II hay thời Gioan thành Damascus (thế kỷ thứ VIII), thì Chính thống giáo Đông phương vẫn dành tước hiệu 'Giáo Phụ' cho một số vị thánh thời mãi sau này, thậm chí cả thời nay.

## Giáo Phụ thời Tông đồ
Các Giáo Phụ đầu tiên thường được gọi là Giáo Phụ thời Tông đồ vì truyền thống cho rằng các ông hay thế hệ của các ông từng được chính các Tông đồ giảng dạy. Trong số này nổi bật là Clêmentê thành Roma (?–kh.99), Ignatiô thành Antiochia (kh.35–kh.110), Pôlycarpô thành Smyrna (kh.69–155) và Papias thành Hierapolis (kh.60–130). Didache ("Giáo huấn của Mười hai Tông đồ") và Vị mục tử của Hermas, viết bằng tiếng Hy Lạp Phổ thông (Koine), thường được xếp vào nhóm các tác phẩm của các Giáo Phụ thời Tông đồ dù tác giả cụ thể của chúng chưa rõ.

## Đại Giáo Phụ
Các Đại Giáo Phụ của Kitô giáo Đông phương và Tây phương là:
- Đông phương (tiếng Hy Lạp): Basiliô Cả (kh.329-379), Athanasiô (kh.296-373), Grêgôriô thành Nazianzus (329-kh.389) và Gioan Kim Khẩu (347-407)
- Tây phương (tiếng Latinh): Ambrôsiô (340-397), Giêrônimô (347-420), Augustinô (354-430) và Grêgôriô Cả (540-604)

## Giáo Phụ Hy Lạp
Một số Giáo Phụ viết tiếng Hy Lạp nổi tiếng gồm có: Justinô Tử đạo, Irênê thành Lugdunum (Lyon), Clêmentê thành Alexandria, Origênê thành Alexandria, Athanasiô thành Alexandria, Gioan Kim Khẩu, Cyrillô thành Alexandria, các Giáo Phụ Cappadocia (Basiliô thành Caesarea, Grêgôriô thành Nazianzus, Grêgôriô thành Nyssa), Maximô Tuyên tín, và Gioan thành Damascus.

## Giáo Phụ Latinh
Một số Giáo Phụ viết tiếng Latinh nổi tiếng gồm có: Tertullianô, Cyprianô thành Carthago, Hilariô thành Pictavium (Poitiers), Ambrôsiô thành Mediolanum (Milano), Đamasô I, Giêrônimô thành Strido, Augustinô thành Hippo, Grêgôriô Cả, Isiđôrô thành Hispalis (Sevilla).

## Giáo Phụ Syriac
Một vài Giáo Phụ chủ yếu viết bằng tiếng Syriac như Aphrahat, Ephrem xứ Syria, và Isaac thành Nineveh; nhiều tác phẩm của họ sau được dịch sang tiếng Hy Lạp và Latinh.

## Giáo Phụ sa mạc
Các Giáo Phụ sa mạc là những người sống đan tu trong những sa mạc ở Ai Cập, dù không để lại nhiều tác phẩm nhưng họ vẫn có sức ảnh hưởng lớn, như Antôn Cả và Pachomius Cả.

## Giáo Phụ học
Giáo Phụ học (tiếng Anh: Patristics hay Patrology) là ngành nghiên cứu về các Giáo Phụ.